# Chydorus obscurirostris
Chydorus obscurirostris är en kräftdjursart som beskrevs av Frey 1987. Chydorus obscurirostris ingår i släktet Chydorus och familjen Chydoridae. Inga underarter finns listade i Catalogue of Life.